# Jessie Andrews
Jessie Andrews (* 22. März 1992 als Julie Helmcamp in Miami, Florida, USA) ist eine US-amerikanische Pornodarstellerin. Im Jahre 2012 erhielt sie den AVN Award für die Beste Schauspielerin, den XBIZ Award für schauspielerische Leistung und den XRCO Award für die Beste Schauspielerin für ihre Leistungen in Portrait Of A Call Girl. Außerdem erhielt sie im selben Jahr den XRCO und XBIZ Award als Neues Sternchen der Branche.

## Leben
Jessie Andrews’ Künstlername ist eine Kombination aus dem Namen des Hundes ihrer Mutter (Jessie) und dem Namen der Straße (Andrews), die sie gerade befuhr, als sie ein Pseudonym wählen musste. Sie hatte 18 Jahre in Miami, Florida, gelebt, bevor sie ihre Tätigkeit in der Hardcorebranche begann. Eine Freundin Andrews’ hatte als Komparsin in einem Pornofilm mitgewirkt und ihr erzählt, wie viel Geld sie dafür bekommen habe. Das motivierte sie dazu, selbst in die Pornobranche einzusteigen. Außer Filmvorschauen hatte Andrews noch nie einen Pornofilm gesehen, bevor sie selbst anfing, in Filmen mitzuwirken. Sie zählte zu den Newcomern in der amerikanischen Pornoindustrie und wurde bei den XBIZ Awards mehrfach ausgezeichnet und steht bei der Agentur Spiegler Girls unter Vertrag. 2012 wurde sie bei den AVN Awards für ihre schauspielerische Leistung als „Best Actress“ für die Hauptrolle in dem ebenfalls preisgekrönten Spielfilmporno Portrait of a Call Girl des Studios Elegant Angel ausgezeichnet. Sie ist zudem für ihre Darstellungen in den Parodien Taxi Driver: A XXX Parody und Scream XXX: A Porn Parody bekannt. Daneben zählen Filme des Lesben- und Teenager-Genres zu ihren Werken.
Seit dem 29. Juni 2012 vertreibt sie ihre eigene Schmuckcollection „Bagatiba“. Ebenfalls 2012 war sie in Musik-Videos zu Decisions von Borgore und Miley Cyrus zu sehen.

## Filmografie (Auswahl)

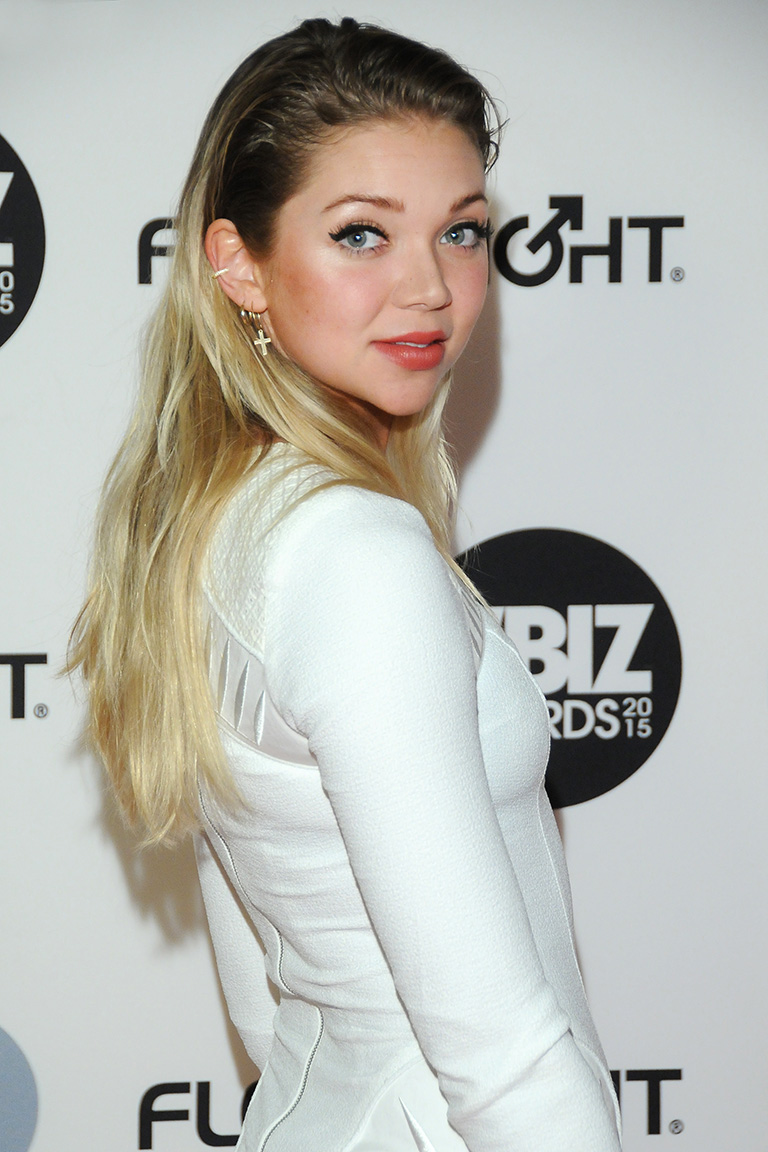
Jessie Andrews (2015)

Laut IAFD hat Jessie Andrews bisher in 373 Filmen mitgewirkt. (Stand: Januar 2024)
- 2010: Fucking Machines 11338, 11339
- 2010: Fuck a Fan 12
- 2010: My Little Panties 1
- 2010: Young & Glamorous 2
- 2011: Portrait of a Call Girl
- 2011: Taxi Driver: A XXX Parody
- 2011: Scream XXX: A Porn Parody
- 2011: Teens Talking Trash
- 2011: Teenage Wasteland
- 2011: Teachers Fucking Students
- 2011: The Bombshells 3
- 2011: Cuties 2
- 2011: Slumber Party 5
- 2011: Slutty and Sluttier 16
- 2011: American Werewolf In London XXX: Porn Parody
- 2012: American Cocksucking Sluts 2
- 2012: Crazy Sex
- 2012: Filthy Cocksucking Auditions
- 2012: Fluid Exchange Student
- 2012: Jessie Andrews Live
- 2012: Let Me Suck You 4
- 2012: Nerdy Girls
- 2012: This Ain’t The Expendables XXX
- 2012: Teen Ravers
- 2012: Buffy the Vampire Slayer XXX: A Parody
- 2012: Girls Kissing Girls 12
- 2013: All American Blonde Teen Loves Cock
- 2013: Amateur POV Auditions 5
- 2013: Bedhead
- 2013: Cheer Squad Sleepovers 7
- 2013: Honey Cunnies 2
- 2013: Jessie Andrews Solo
- 2013: My Handiwork 2: Teen Tuggers
- 2013: Slut Puppies 7
- 2013: Teen Ambitions 3
- 2013: Teens Like It Big 16
- 2014: Bright Eyes and Bushy
- 2014: Cum Swallowing Auditions 18
- 2014: Fetish Fantasies
- 2014: I Belong to Him
- 2014: Jessie Loves Girls
- 2014: Gardener
- 2014: Whenever Wherever
- 2015: College Rules 20
- 2015: Gonzo Story: The Mansion Family
- 2015: Innocent Games
- 2016: 3am Ecstacy
- 2016: Double Shot
- 2016: Soapy Concessions
- 2017: Hot Summer Nights
- 2022: Euphoria (Fernsehserie, Folge 2x5)

## Auszeichnungen

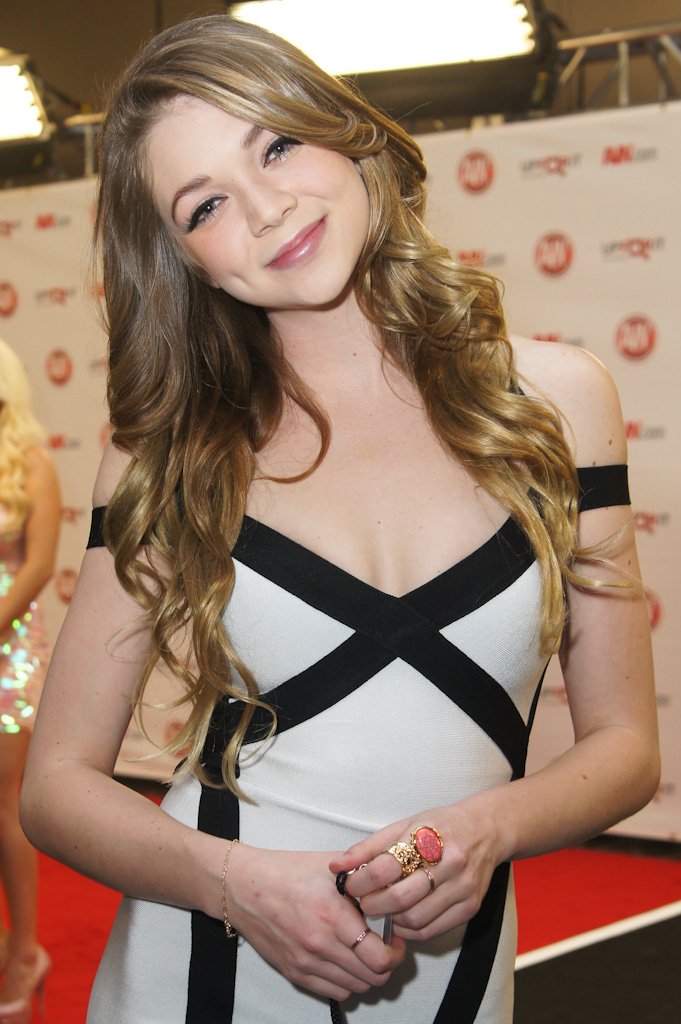
Jessie Andrews bei den AVN Awards 2012

Bisher konnte Jessie Andrews 6 Preise bei mindestens 19 Nominierungen gewinnen.
- 2012: AVN Award als Best Actress (Beste Schauspielerin) in Portrait of a Call Girl[4]
- 2012: XRCO Award als New Starlet (Neues Sternchen)[7]
- 2012: XRCO Award als Best Actress (Beste Schauspielerin) in Portrait of a Call Girl
- 2012: XBIZ Award als New Starlet of the Year (Neues Sternchen des Jahres)
- 2012: XBIZ Award für Acting Performance of the Year (Schauspielerische Leistung) in Portrait of a Call Girl[3]
- 2016: XBIZ Award für Best Sex Scene — All-Girl (Beste weibliche Sex-Szene) in Jessie Loves Girls

## Nominierungen (Auswahl)
AVN Award
- 2012: nominiert für „Beste Mädchen Gruppenszene“ für Gracie Glam: Lust
- 2012: nominiert für „Beste Junge/Mädchen-Sexszene“ für Portrait of a Call Girl
- 2012: nominiert für „Beste Orale Sexszene“ für Portrait of a Call Girl
- 2012: nominiert für „Beste Dreierszene“ für Portrait of a Call Girl
- 2012: nominiert als „Bestes Neues Sternchen“

XRCO Award
- 2012: nominiert für „Cream Dream“ für „Portrait of a Call Girl“